# Kasteel Portinc
Kasteel Portinc is een verdwenen kasteel dat was gelegen in Bergeijk (Noord-Brabant), in de streek de Kempen in het zuiden van Nederland. Het kasteel speelde een significante rol in de lokale en zelfs de bredere geschiedenis. De afgelopen jaren is de interesse in dit kasteel hernieuwd, met name door de ontdekking van nieuw historisch materiaal die het verbindt aan de Vlaamse schilders Jan van Eyck en Hubert van Eyck.

## Geschiedenis

### Oorsprong en bouw
De vroegste vermeldingen van Kasteel Portinc dateren uit de 14e eeuw. In 1352 wordt er gesproken van een kasteeltje dat gelegen was bij de rivier de Keersop. Ook andere bronnen vermelden het Bergeijkse Kasteel Poertinc (ook wel Portync genoemd) in de periode van 1359 tot 1600. Hoewel de exacte bouwperiode en de initiatiefnemers niet met zekerheid vastgesteld kunnen worden, wordt aangenomen dat het kasteel waarschijnlijk uit de late middeleeuwen stamt.
In die tijd ligt Bergeijk binnen de sterke invloedssfeer van de Norbertijnen Abdij van Floreffe, Abdij van Postel, Abdij van Averbode en Abdij van Tongerlo alsook van de Benedictusabdij St. Jacob te Luik. Het bezit van goederen van deze kloostergemeenschappen in Bergeijk is aanzienlijk. Door deze connectie met de religieuze instellingen speelt het kasteel een rol in de religieuze en economische structuur van de regio in de 14e eeuw.
Rond 1380 wordt Hubert Bac als schout van Kempenland de eigenaar van Portinc.
De leden van de familie Bac zijn in die tijd ondernemend en welgesteld met veel goederen in Tilburg, Borkel, Achel, Oerle en Bergeijk. Familieleden behoren al omstreeks 1200 tot de adellijke hofhouding van de hertogen van Brabant en priesters uit de familie bekleden de positie van abt van de Norbertijnen van Tongerloo.
Hubert Bac past het kasteel aan en breidt het uit om de gedeelde rechtbank van de graaf van Loon en de hertog van Brabant een vaste plaats te geven.
Waarschijnlijk is het kasteel al eerder gebruikt als vestigingplaats van de gerechtslocatie van de graaf van Loon in de periode 1210-1285, waarna vanaf 1285 de rechtspraak in Bergeijk is uitgebreid met een gedeelde rechtbank van de graaf van Loon en de hertog van Brabant. In 1469 krijgt Bergeijk van Karel de Stoute een eigen schepenbank en valt de rechtspraak geheel onder de hertogen van Brabant.
Na het overlijden van Hubert Bac neemt Johan van Esch de functie van kwartierschout van Kempenland over en gaat wonen op het kasteel.
Naast de woon- en werkruimte voor de schout waren er meerdere gebouwen voor paarden en ander vee op het kasteelterrein aanwezig. In 1588 is een stal voor 40 paarden bijgebouwd.
Kasteel Portinc staat later bekend als 'Huis de Poort'. De naam 'Huis de Poort' kan verwijzen naar een deel van het poortgebouw of de voorburcht van het kasteel. De verschillende namen die door de tijd heen aan het kasteel worden gegeven ('Berch Eyck', 'Portinc', 'Huis de Poort') wijzen op een mogelijke evolutie in het gebruik en de perceptie van het kasteel.

### Historische gebeurtenissen en belangrijke personen
Kasteel Portinc speelt een rol in verschillende historische perioden, waaronder de late middeleeuwen en de Tachtigjarige Oorlog (1568-1648). Tijdens de Tachtigjarige Oorlog, in 1587, dient het kasteel als vesting tegen aanvallen van de Staatse troepen vanuit het nabijgelegen Postel. In het voorjaar van 1587 is het kasteel bij schermutselingen getroffen door brand. Datzelfde jaar na het overlijden van Johan van Esch, krijgt Laureyns van Bruessel de opdracht om het kasteel te herstellen en te fortificeren, wat de aanleg van wallen en grachten inhield. Als commandant van het fort is Nicolaes de Pundere aangesteld. Hij heeft de dagelijkse leiding bij de fortificatie en regelt de materialen, arbeiders en de transportkarren.
In 1590 zijn nieuwe compagnieën opgericht om het Spaanse leger te versterken. De dagelijkse leiding van het fort in Bergeijk komt dan in handen van de kwartierschout van Kempenland: Albert Dachverlies.
Op 14 maart 1592 trekt prins Maurits van Oranje met een legermacht van 4.000 man op naar Maastricht. De slag om Maastricht mislukt volledig. Om toch nog enig succes te hebben verlegt de prins op de terugtocht de marsroute en wordt Bergeijk ingenomen.
Vier maanden later stuurt de Spaanse hertog van Parma zeven compagnieën voetvolk en vier compagnieën paarden van Vlaanderen naar Brabant om onder leiding van Cristóbal de Mondragón een aantal forten te laten innemen en te slechten. Op 31 juli is het kasteel weer in Spaanse handen en begint men met de ontmanteling van de fortificaties.
Mogelijk heeft de commandant van het kasteel bij het naderen van de grote Spaanse overmacht tot onmiddellijke overgave besloten. Een veldslag om het kasteel in handen te krijgen heeft zich niet voorgedaan.
Verschillende adellijke families en bestuurders zijn door de eeuwen heen aan het kasteel verbonden. In 1352 beleent Godevaart van Peelt het kasteel aan Elisabeth Peters. In 1359 schenkt zij het kasteel aan de abdij van Postel. Daarna komt het in het bezit van de familie Bac.

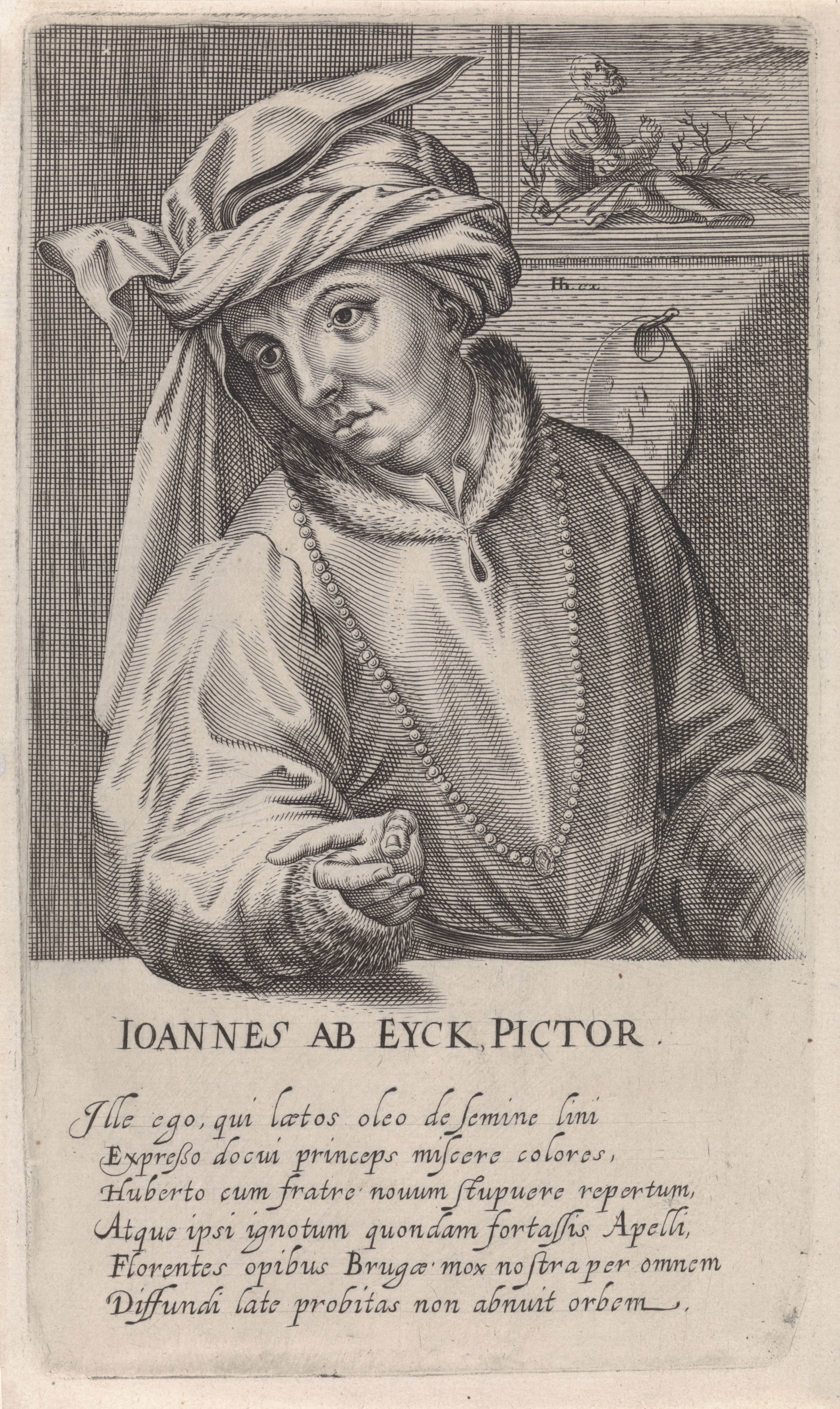
Portret van Jan van Eyck Ioannes ab Eyck, Pictor. (titel op object) Pictorum Aliquot Celebrium Praecipuae Germaniae Inferioris Effigies (serietitel), RP-P-1907-362

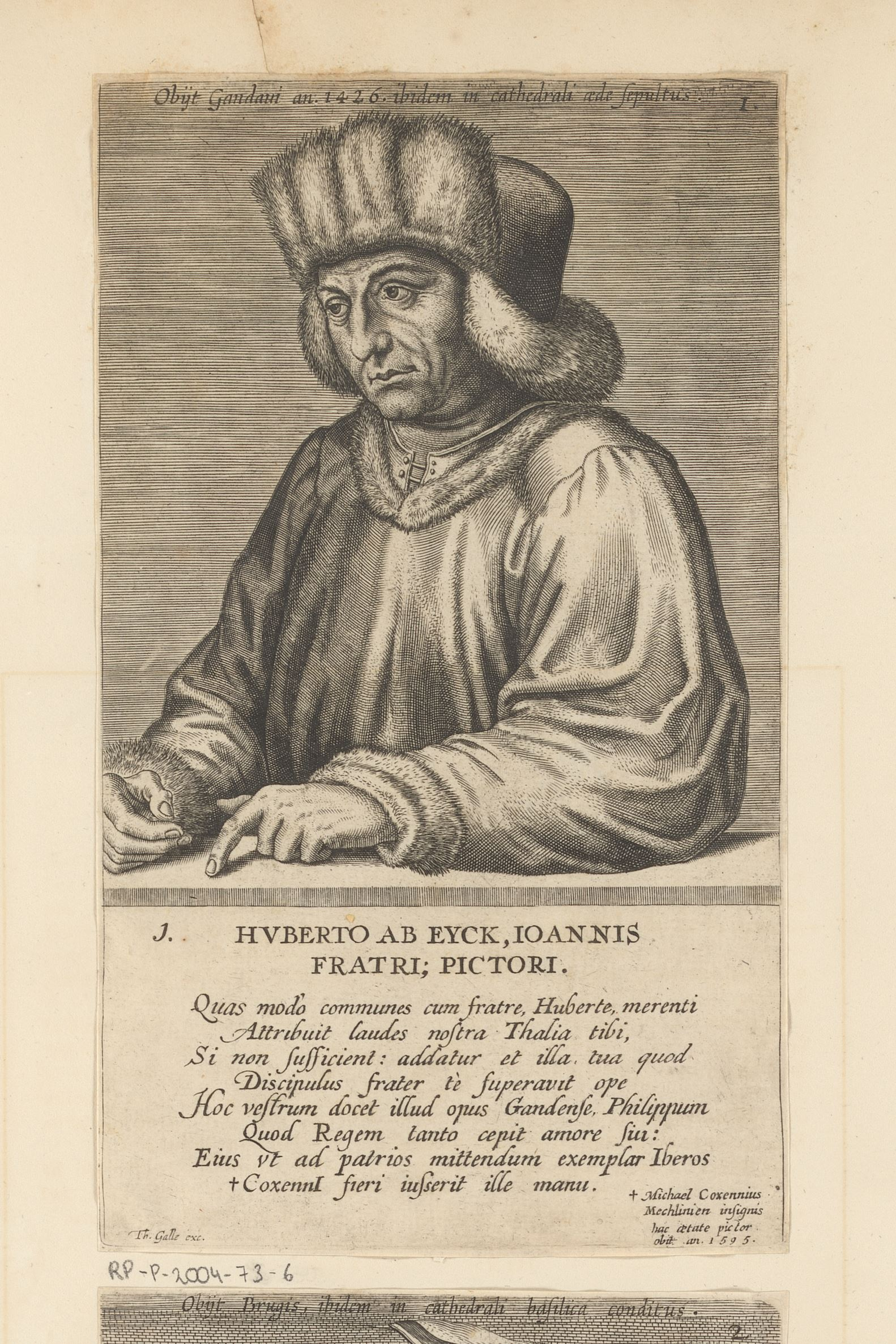
Portret Hubert van Eyck, RP-P-2004-73-6

Een recente en opmerkelijke ontwikkeling is de hypothese van Dr. Lucas van Dijck, die na jarenlang archiefonderzoek stelt dat de wereldberoemde schilders Jan en Hubert van Eyck geboren zijn in Kasteel Portinc te Bergeijk. Volgens Van Dijck was 'Bac' de oorspronkelijke familienaam van de Van Eycks.
Het kasteel blijft vijf generaties als een onverdeeld bezit in de handen van de familie.
In 1598 verkopen jonkheer Adam Bac en de andere mede-eigenaren het uiteindelijk aan de Bergeijkse pastoor Laureyns van Bruessel. Deze verkoopt het weer door aan Johan van Esch. Ook de familie van Esch heeft het kasteel een aantal generaties bewoond, totdat het in 1694 bij loting is verdeeld onder de dochters Martina en Helena van Catharina Bijnen van Esch en haar zoon Hendrik.
Aan de datum en tekenaar van de prenten met ondertitel ‘overblijfsel van het Slot van Bergeyck in Kempenland in de Meyerij van ’s-Hertogenbossche’ die Jacobus Stellingwerff in 1725 zou hebben gemaakt, wordt getwijfeld. Het kasteel is namelijk na 1725 nog decennia bewoond.
Het kasteel komt in 1742 in handen van Hendrik Bijnen. Zijn kleinkinderen verkopen het aan Francis Ermen in 1794. Deze sloopt het kasteel en verkoopt de nog bruikbare restanten.

## Renovaties
De geschiedenis van Kasteel Portinc kent perioden van verval en herstel. Aan het einde van de zestiende eeuw werd het huis getroffen door brand. In 1587 is echter, zoals eerder vermeld, het huis hersteld en wallen versterkt onder Laureyns van Bruessel. Deze fortificatie is van korte duur, aangezien in 1592 Cristóbal de Mondragón de fortificaties laat slechten. Het huis zelf blijft echter gespaard.
In 1791, ruim twee eeuwen later, is het huis nog als boerderij in gebruik. Kort daarna, in 1794, komt het vervallen huis in handen van Francis Ermen, die het laat afbreken. Deze afbraak markeert het einde van het kasteel als een significant bouwwerk.
In 1843 werden de grachten rondom het kasteel bijna geheel gedempt en werden de fundamenten uitgegraven.
De cyclus van verval, herstel en uiteindelijke afbraak is een patroon dat vaker voorkomt bij middeleeuwse kastelen. Factoren zoals oorlog, veranderende economische omstandigheden en de kosten van onderhoud spelen hierbij waarschijnlijk een rol. De afbraak in 1794 door de nieuwe eigenaar suggereert dat het kasteel op dat moment geen strategische of residentiële waarde meer had en mogelijk een financiële last is geworden. De latere demping van de grachten en het uitgraven van de fundamenten kunnen wijzen op veranderingen in het landschap rondom de voormalige kasteellocatie, mogelijk in verband met landbouwkundige ontwikkelingen.

## Status en toegankelijkheid

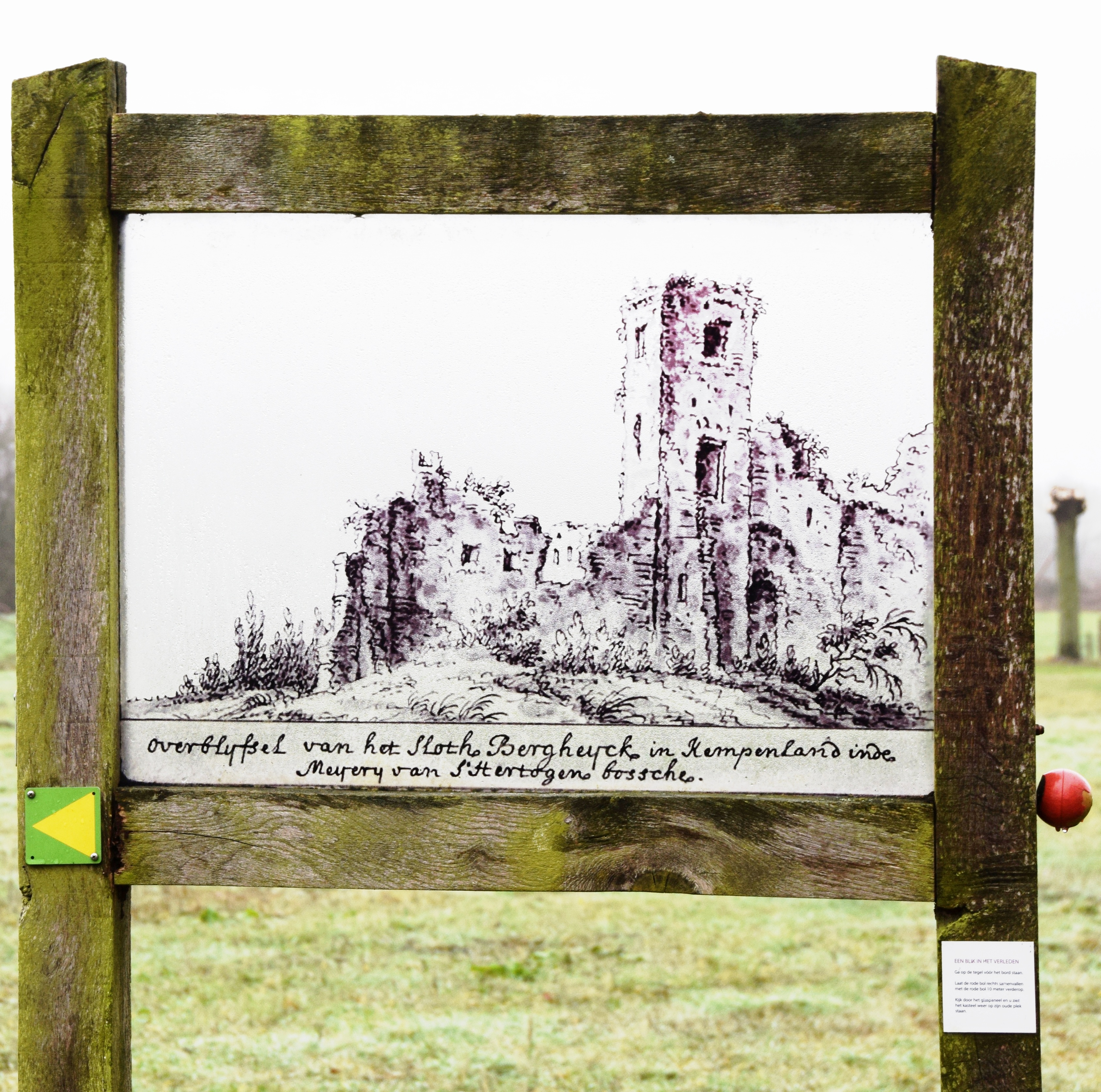
Luchtkasteel – ruïne van kasteel Portinc op glaspaneel

Hoewel Kasteel Portinc niet meer fysiek bestaat, is de herinnering eraan levend gehouden. Sinds 2013 maakt het voormalige kasteelterrein deel uit van het wandelgebied 'Luchtkasteel'. De locatie is gemarkeerd als een 'etappeplaats' in deze wandelroute. Om de geschiedenis van het kasteel zichtbaar te maken, is er een informatiebord geplaatst en is een gedeelte van de voormalige gracht herkenbaar gemaakt in de vorm van een wal. De term 'luchtkasteel' zelf verwijst naar het voormalige 'Huis te Poort' en benadrukt de indrukwekkende geschiedenis van de plek, ondanks het feit dat er geen fysieke structuur meer staat.
Voor wie meer wil weten over de materiële geschiedenis van het kasteel, worden er vondsten tentoongesteld in het Cultuurhuis Bergeijk. Deze vondsten omvatten onder andere dakleien, stukken glas in lood en diverse resten van aardewerk.
Het verhaal van Kasteel Portinc illustreert hoe de betekenis van deze historische locaties in de loop der tijd veranderde. Van een mogelijk militair en bestuurlijk centrum in de middeleeuwen, via een periode van verval en afbraak, tot de huidige potentie als een cultureel en toeristisch ankerpunt. De geschiedenis van Kasteel Portinc blijft zich ontwikkelen.